# The Cleveland Show
The Cleveland Show foi uma série animada estadunidense criada por Seth MacFarlane como um spin-off de Family Guy, também criado por Seth MacFarlane. Em Portugal, a série é emitida pelo canal FOX Comedy Portugal. No Brasil, a série é transmitida pelo canal FX Brasil e pelo canal aberto Rede Globo. Em maio a FOX anunciou o cancelamento da série em sua 4ª temporada no ano de 2013. A série totalizou 88 episódios.

## História
The Cleveland Show, originalmente anunciado como um trabalho adicional de Family Guy, é o título para a série de animação com foco na personagem Cleveland Brown quando ele e o seu filho, Cleveland Jr., mudam de Rhode Island para a cidade fictícia de Stoolbend, Virgínia. No Brasil, a série estreou no dia 25 de abril de 2010 no canal FX e em Portugal estreou no dia 5 de Junho de 2010, na FOX Portugal.

## Personagens e vozes
| Personagens principais       | Personagens principais | Personagens principais | Personagens principais                   | Personagens principais      | Personagens principais |
| ---------------------------- | ---------------------- | ---------------------- | ---------------------------------------- | --------------------------- | ---------------------- |
|                              |                        |                        |                                          |                             |                        |
| Mike Henry                   | Sanaa Lathan           | Reagan Gomez-Preston   | Kevin Michael Richardson                 | Jason Sudeikis              | Seth MacFarlane        |
| Cleveland Brown, Rallo Tubbs | Donna Tubbs            | Roberta Tubbs          | Cleveland Brown, Jr. e Lester Krinklesac | Holt Richter e Terry Kimple | Tim the Bear           |

## Lançamento no mundo
| País           | Canal          | Data                    |
| -------------- | -------------- | ----------------------- |
| Estados Unidos | FOX            | 27 de Setembro de 2009  |
| Canadá         | Global         | 27 de Setembro de 2009  |
| Austrália      | Network Ten    | 2 de Dezembro de 2009   |
| Reino Unido    | E4             | 1 de Fevereiro de 2010  |
| Irlanda        | 3e             | 21 de Fevereiro de 2010 |
| Brasil         | FX Brasil      | 25 de Abril de 2010     |
| Portugal       | FOX            | 5 de Junho de 2010      |
| Dinamarca      | JHM Network    | 23 de Junho de 2010     |
| Israel         | Yes            | 2 de Julho de 2010      |
| Grécia         | FX GR          | Março de 2010           |
| Hungria        | Comedy Central | 7 de Julho de 2010      |
| Rússia         | 2x2            | 2 de Setembro de 2010   |
| Itália         | FOX            | 7 de Setembro de 2010   |
| Espanha        | FOX            | 19 de Julho de 2010     |
| Espanha        | Neox           | 19 de Julho de 2010     |
| Noruega        | TV2            | 13 de Agosto de 2010    |
| Países Baixos  | Comedy Central | 12 de Setembro de 2010  |
| Filipinas      | Jack Tv        | Outubro de 2010         |